# Domagoj Bradarić
Domagoj Bradarić (Split, 10 december 1999) is een Kroatisch voetballer die doorgaans speelt als linksback. In augustus 2025 verruilde hij Salernitana voor Hellas Verona. Bradarić maakte in 2020 zijn debuut in het Kroatisch voetbalelftal.

## Clubcarrière
Bradarić speelde in de jeugdopleiding van Hajduk Split. Bij deze club maakte hij later ook zijn debuut. Op 15 september 2018 werd met 3–1 gewonnen van Rudeš. Mijo Caktaš scoorde tweemaal voor Hajduk Split en Mirko Ivanovski maakte de derde. De tegentreffer van Rudeš kwam van Andrey. De linksback moest van coach Zoran Vulić op de reservebank beginnen en mocht acht minuten voor ten het veld betreden toen Steliano Filip gewisseld werd.
In de zomer van 2019 verkaste Bradarić voor circa zesenhalf miljoen euro naar Lille, waar hij zijn handtekening zette onder een verbintenis voor de duur van vijf seizoenen. Na drie seizoenen werd hij weer verkocht; de Kroaat vertrok voor circa vijf miljoen euro naar Salernitana en tekende daar voor vier seizoenen. Aan het einde van het seizoen 2023/24 degradeerde Bradarić met Salernitana naar de Serie B, maar hij keerde terug op het hoogste niveau toen Hellas Verona hem huurde. Na deze verhuurperiode besloot Hellas hem voor circa zevenhonderdduizend euro definitief over te nemen en voor drie jaar te contracteren.

## Clubstatistieken
| Seizoen | Club            | Competitie | Competitie | Competitie | Beker | Beker | Internationaal | Internationaal | Totaal | Totaal |
| Seizoen | Club            | Competitie | Wed.       | Dlp.       | Wed.  | Dlp.  | Wed.           | Dlp.           | Wed.   | Dlp.   |
| ------- | --------------- | ---------- | ---------- | ---------- | ----- | ----- | -------------- | -------------- | ------ | ------ |
| 2018/19 | Hajduk Split    | 1. HNL     | 22         | 0          | 2     | 0     | —              | —              | 24     | 0      |
| 2019/20 | Hajduk Split    | 1. HNL     | 0          | 0          | 0     | 0     | 1              | 0              | 1      | 0      |
| 2019/20 | Lille           | Ligue 1    | 18         | 0          | 3     | 0     | 3              | 0              | 24     | 0      |
| 2020/21 | Lille           | Ligue 1    | 26         | 1          | 3     | 0     | 7              | 0              | 36     | 1      |
| 2021/22 | Lille           | Ligue 1    | 15         | 0          | 1     | 0     | 1              | 0              | 17     | 0      |
| 2022/23 | Salernitana     | Serie A    | 31         | 0          | 0     | 0     | —              | —              | 31     | 0      |
| 2023/24 | Salernitana     | Serie A    | 34         | 0          | 3     | 0     | —              | —              | 37     | 0      |
| 2024/25 | Salernitana     | Serie B    | 2          | 0          | 1     | 0     | —              | —              | 3      | 0      |
| 2024/25 | → Hellas Verona | Serie A    | 28         | 1          | 0     | 0     | —              | —              | 28     | 1      |
| 2025/26 | Hellas Verona   | Serie A    | 0          | 0          | 0     | 0     | —              | —              | 0      | 0      |
| Totaal  | Totaal          | Totaal     | 226        | 7          | 13    | 0     | 13             | 0              | 252    | 7      |

Bijgewerkt op 14 augustus 2025.

## Interlandcarrière
Bradarić maakte zijn debuut in het Kroatisch voetbalelftal op 7 oktober 2020, toen met 1–2 gewonnen werd van Zwitserland. Mario Gavranović opende namens dat land de score, waarna Josip Brekalo en Mario Pašalić zorgden voor een Kroatische zege. Bradarić mocht van bondscoach Zlatko Dalić in de basis beginnen en hij speelde negentig minuten mee. De andere Kroatische debutant dit duel was Ante Budimir (Osasuna). Bradarić werd in mei 2021 door Dalić opgenomen in de selectie van Kroatië voor het uitgestelde EK 2020. Op het toernooi werd Kroatië in de achtste finales uitgeschakeld door Spanje (3–5 na verlenging). Daarvoor werd in de groepsfase verloren van Engeland (1–0), gelijkgespeeld tegen Tsjechië (1–1) en gewonnen van Schotland (3–1). Bradarić kwam niet in actie. Zijn toenmalige teamgenoten Zeki Çelik, Yusuf Yazıcı, Burak Yılmaz (allen Turkije), Mike Maignan (Frankrijk), José Fonte en Renato Sanches (beiden Portugal) waren ook actief op het EK.
| Interlands van Domagoj Bradarić voor Kroatië | Interlands van Domagoj Bradarić voor Kroatië | Interlands van Domagoj Bradarić voor Kroatië | Interlands van Domagoj Bradarić voor Kroatië | Interlands van Domagoj Bradarić voor Kroatië | Interlands van Domagoj Bradarić voor Kroatië | Interlands van Domagoj Bradarić voor Kroatië |
| №                                            | Datum                                        | Wedstrijd                                    | Uitslag                                      | Competitie                                   | Goals                                        |                                              |
| Als speler bij Lille                         | Als speler bij Lille                         | Als speler bij Lille                         | Als speler bij Lille                         | Als speler bij Lille                         | Als speler bij Lille                         | Als speler bij Lille                         |
| -------------------------------------------- | -------------------------------------------- | -------------------------------------------- | -------------------------------------------- | -------------------------------------------- | -------------------------------------------- | -------------------------------------------- |
| 1                                            | 7 oktober 2020                               | Zwitserland – Kroatië                        | 1 – 2                                        | Vriendschappelijk                            |                                              |                                              |
| 2                                            | 11 oktober 2020                              | Kroatië – Zweden                             | 2 – 1                                        | Nations League 2020/21                       |                                              |                                              |
| 3                                            | 14 oktober 2020                              | Kroatië – Frankrijk                          | 1 – 2                                        | Nations League 2020/21                       |                                              |                                              |
| 4                                            | 17 november 2020                             | Kroatië – Portugal                           | 2 – 3                                        | Nations League 2020/21                       |                                              |                                              |

Bijgewerkt op 14 augustus 2025.

## Erelijst
| Ligue 1               | 1 | 2020/21 |
| Trophée des Champions | 1 | 2021    |